# Веролавекия
Веролавѐкия (на италиански: Verolavecchia, на източноломбардски: Örölå, Йорьола) е малко градче и община в Северна Италия, провинция Бреша, регион Ломбардия. Разположено е на 68 m надморска височина. Населението на общината е 3868 души (към 2013 г.).